# Рой, Бибхути
Бибхути Рой — инженер и профессор. Исследователь Бременского университета в ITB на факультете компьютерных наук и инженерии и приглашенным профессором в международных университетах. Его исследовательские интересы включают компьютерное обучение, разработку учебных программ, биотехнологию для устойчивого водоснабжения, децентрализованное производство и хранение энергии, а также оборудование для производства и обслуживания солнечной энергии.
Рой родился в Восточном Пакистане. Он был студентом Университета Раджшахи. Он получил степень бакалавра наук и продолжил обучение в Бременском университете. Получил докторскую степень в области инженерии после защиты докторской диссертации на тему «Моделирование как среда обучения, ориентированная на действия в профессиональном образовании».
Рой начал свою карьеру в качестве технического помощника в Vereinigte Flugtechnische Werke (VFW) GmbH в Бремене, проектировал крылья истребителей, позже работал в Brown, Boveri и Cie (BBC) AG, а также в качестве технического чертежника, разрабатывающего электрические схемы и стажер MBB — ERNO Raumfahrttechnik GmbH по выполнению технико-экономических обоснований использования спутников в образовательных целях. Он работал стажером в Бременском университете на кафедре технологии производства, выполняя технико-экономическое обоснование использования электроэрозионных машин (EDM) в космосе. Он продолжал работать в Бременском университете в области разработки концепции, организации и управления практико-ориентированными программами получения дипломов для инженеров из развивающихся стран.